# Sofi Fahrman
Sofi Margareta Fahrman, född 20 juli 1979 i Stockholm, är en svensk journalist och tidigare moderedaktör på Aftonbladet.
Fahrman var tidigare redaktör på Sofis Mode som kom ut varje vecka som bilaga till Aftonbladet. Sofis mode första nummer kom ut 2008 men lades ner vid årsskiftet 2014/2015. Hos Aftonbladet drev hon även bloggen Sofis Snapshots. Fahrman har arbetat på modemagasinet Elle i Sverige och fick senare arbete på Aftonbladet av nöjeschefen Per Gunne. Hon har även arbetat på reklambyrån Loweforever. 
Fahrman ledde under våren 2006 modeprogrammet Sofis mode på Kanal 5; programmet sändes sedan på TV7. Våren 2011 ledde hon tillsammans med sin syster Frida Fahrman programmet Stylisterna på Kanal 5 Play.
Hon har även gett ut tre böcker i chicklit-genren om karaktären Elsa. TV 3 producerade 2012 en dramaserie, Elsas värld,  som byggde på dessa böcker i regi av Manuel Concha och Frans Wiklund med Ellen Bergström i huvudrollen som den modeintresserade Elsa Gustavsson från Borås.
Våren 2014 lanserade Aftonbladet "The You way", en mode- och skönhetssatsning på nätet som där Fahrman tillsammans med Anine Bing och Pernille Teisbaek var satsningens ansikte utåt. Våren 2016 beslutade Schibsted att inte driva "The You way" längre och i juni 2016 upphörde sidan. Samtidigt slutade hon på Aftonbladet.
I början av 2017 lanserade Sofi Fahrman podden "Trettio plus trevar" tillsammans med Klara Doktorow och Tove Norström. 
Våren 2019 lanserade Sofi Fahrman tillsammans med sin syster Frida Fahrman badkläder, ett märke med fokus på hållbarhet. Kläderna tillverkas av econyl, ett material som framställs ur återvunnen plast.

## Privatliv
Sofi Fahrman fick 2013 en dotter med finansmannen Nick Zijlstra, med vilken hon var förlovad 2010–2016. Fahrman gifte sig i december 2021 med affärsmannen Filip Engelbert, med vilken hon fick en son i juni 2022.